# Djulöholm
Djulöholm är en bebyggelse på näset Djulönäs i Djulösjön i Katrineholms kommun. Vid SCBs avgränsning 2023 klassades området som en separat småort.